# Comarcas de Mallorca
La isla de Mallorca (Islas Baleares, España) está dividida en seis comarcas: Palma de Mallorca, Sierra de Tramontana, Raiguer, Llano de Mallorca, Migjorn y Levante. A continuación una lista de las seis comarcas con los municipios que las conforman y un mapa de qué zona de la isla ocupan:
| Palma de Mallorca |  | - Andrach - Bañalbufar - Buñola - Calviá - Deyá - Escorca - Esporlas - Estellenchs - Fornaluch - Pollensa - Puigpuñent - Sóller - Valldemosa                                                                    |  |
| - Alaró - Alcudia - Binisalem - Búger - Campanet - Consell - Inca - Lloseta - Mancor del Valle - Marrachí - La Puebla - Santa María del Camino - Selva |  | - Algaida - Ariañy - Costich - Lloret de Vista Alegre - Llubí - María de la Salud - Montuiri - Muro - Petra - Porreras - San Juan - Santa Eugenia - Santa Margarita - Sancellas - Sinéu - Villafranca de Bonany |  |
| - Campos - Felanich - Llucmajor - Las Salinas - Santañí                                                                                                |  | - Artá - Capdepera - Manacor - San Lorenzo del Cardezar - Son Servera |  |

- Datos: Q1419362
- Multimedia: Comarcas of Mallorca / Q1419362